# Brdce (szczyt)
Brdce (1132 m) – szczyt w Wielkiej Fatrze na Słowacji.
Brdce znajduje się w północno-zachodnim grzbiecie północnego wierzchołka Kľaka. Grzbiet ten oddziela górną część  Hlavnej doliny od jej odgałęzienia o nazwie Šindelná dolina. Jest porośnięty lasem, ale w jego południowo-zachodnich stokach są skalne odsłonięcia. Znajduje się poza granicami Parku Narodowego Wielka Fatra i nie prowadzi przez niego żaden szlak turystyczny.
Brdce jest zwornikiem. Na północ odgałęzia się od niego kręty grzbiet ze szczytem Viecha (1045 m), który oddziela Šindelną dolinę i Hlavną dolinę od Velkiej doliny.